# Немања Крстић (фудбалер, 1994)
Немања Крстић (Љубовија, 5. августа 1994) српски је фудбалер који тренутно наступа за Хамрун спартанс.

## Трофеји и награде
Мачва Шабац
- Прва лига Србије : 2016/17.[7]

Хамрун спартанс
- Премијер лига Малте : 2023/24.[8]